# Дальноки, Енё
Енё Дально́ки (венг. Dalnoki Jenő; 12 декабря 1932, Будапешт, Венгрия — 4 февраля 2006, там же) — венгерский футболист, защитник.

## Карьера

### Игрока

#### В клубе
Всю свою футбольную карьеру Енё провёл в «Ференцвароше». Дважды становился чемпионом Венгрии — в сезонах 1962/63 и 1964, по разу выигрывал Кубок Венгрии и Кубок ярмарок. За 16 лет он сыграл 283 матча и забил 9 голов.

#### В сборной
В сборной Венгрии Дальноки дебютировал 15 июня 1952 года в товарищеском матче против команды Польши. На Олимпийских играх 1952 года Енё провёл 1 матч против Румынии в предварительном раунде. На Играх 1960 года он сыграл уже 5 матчей. Всего в национальной команде Дальноки провёл 14 матчей.

### Тренера
После завершения карьеры в 1970 году Енё Дальноки возглавил «Ференцварош», сменив на этом посту Гезу Калочаи. Проработав год, он оставил своё место. Придя вновь, в 1973 году, Дальноки занял пост тренера на 5 лет. За эти годы он трижды выиграл Кубок Венгрии, один раз стал чемпионом страны и дошёл до финала Кубка кубков 1974/75. Позже он два сезона руководил клубом «Татабанья» и «Ференцварошем».

## Достижения

### Игрока
«Ференцварош»
- Обладатель Кубка Венгрии: 1957/58
- Чемпион Венгрии (2): 1962/63, 1964
- Обладатель Кубка ярмарок: 1964/65

### Тренера
«Ференцварош»
- Обладатель Кубка Венгрии (3): 1973/74, 1975/76, 1977/78
- Чемпион Венгрии: 1975/76